# Abispa laticincta
Abispa laticincta är en stekelart som beskrevs av Vecht 1960. Abispa laticincta ingår i släktet Abispa och familjen Eumenidae. Utöver nominatformen finns också underarten A. l. melanopleura.